# Yokutstalen

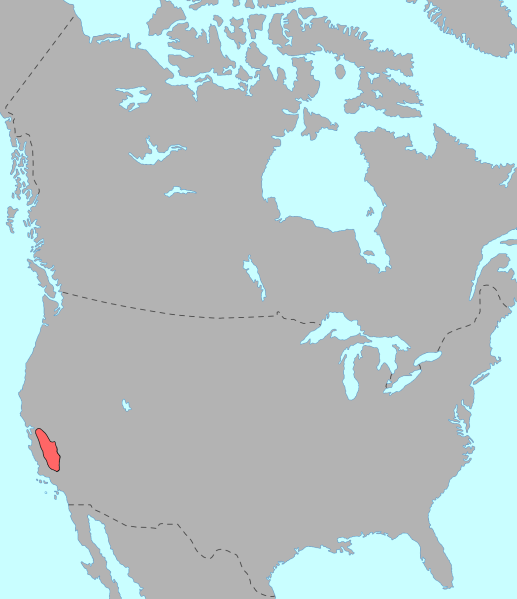
Oorspronkelijke verbreiding van de Yokutstalen

De Yokutstalen (Engels: Yokutsan languages of Mariposan languages) vormen een taalfamilie van indiaanse talen, gesproken in het binnenland van Centraal-Californië, in en rondom San Joaquin Valley, door de Yokuts.
De Yokutstalen zijn niet nauw verwant aan andere talen. Mogelijk vormen ze met de Utitalen een Yok-Utische taalfamilie. De Yok-Utische talen op hun beurt worden gerekend tot de hypothetische superfamilie van de Penutische talen.
Voor de Europese kolonisatie werden er zo'n veertig varianten van de Yokutstalen gesproken. Deze worden verdeeld in 3 tot 8 talen, afhankelijk van de definitie van het verschil tussen taal en dialect. Geoffrey Gambley (1988) onderscheidt drie talen:
- Palewyami (Poso Creek) (†)
- Foothill Yokuts (†)
- Valley Yokuts - 25 sprekers